# Rosengarten (Landkreis Schwäbisch Hall)
Rosengarten település Németországban, azon belül Baden-Württembergben. Lakosainak száma 5288 fő (2023. december 31.).

## Népesség
A település népessége az elmúlt években az alábbi módon változott:
| Lakosok száma | 3552 | 3749 | 3938 | 3807 | 4040 | 4647 | 5162 | 5229 | 5022 | 5288 |
|               | 1961 | 1967 | 1974 | 1980 | 1987 | 1993 | 2000 | 2006 | 2013 | 2023 |